# Sphenomorphus amblyplacodes
Sphenomorphus amblyplacodes este o specie de șopârle din genul Sphenomorphus, familia Scincidae, descrisă de Robert M. Vogt în anul 1932. Conform Catalogue of Life specia Sphenomorphus amblyplacodes nu are subspecii cunoscute.